# دی‌ساکارید

لاکتولز، نوعی دی‌ساکارید

دی ساکارید (به انگلیسی: Disaccharide) نوعی دی‌مر (درشت مولکولی که از دو مونومر تشکیل شده باشد) از گروه کربوهیدرات‌ها است. هر دی‌ساکارید از دو مونوساکارید (یا قند ساده) تشکیل می‌شود که در دو گروه پنتوز (قندهای پنج‌کربنه) و هگزوزها (قندهای شش‌کربنه) جای گرفته‌اند.
دی ساکارید دو قندی اند و از ترکیب دو مونوساکارید تشکیل شده‌اند.

## تشکیل دی‌ساکاریدها
دی‌ساکاریدها طی عمل سنتز آبدهی (دهیدراتاسیون) از ترکیب دو قند ساده به وجود می‌آیند که در این هنگام از یک قند ساده یک گروه هیدروکسیل (OH-) و از قند دیگر یک پروتون (گروه H-) جدا گردیده و تشکیل یک مولکول آب می‌دهند.
عکس این عمل یعنی تجزیه دی‌ساکارید به مونوساکارید را هیدرولیز گویند که طی آن دی‌ساکارید با جذب یک مولکول آب و تجزیه آن به گروه‌های هیدروکسیل و هیدروژن به دو مولکول قند ساده تبدیل می‌گردد. مونوساکاریدها می‌توانند از محل هر یک از کربنهای دارای OH با مونوساکاریدهای دیگر پیوند برقرار کنند. به همین دلیل (توانایی برقراری چند پیوند با مونوساکاریدهای دیگر) رشته‌های پلی‌ساکاریدی می‌توانند دارای انشعاب باشند

## انواع دی‌ساکارید
- لاکتوز (قند شیر) که از ترکیب گالاکتوز و گلوکز تشکیل می‌شود.
- ساکارز (شکر) که از ترکیب فروکتوز و گلوکز تشکیل می‌شود.
- مالتوز (قند جوانه گندم) که از ترکیب دو مولکول گلوکز تشکیل می‌شود.

ساکارز که از ترکیب قند یا شکر است
قندهای ساده با اتصالات گوناگونی با یکدیگر دی ساکاریدها را ایجاد می‌کنند. ازاین اتصالات می‌توان نوع آلفا و بتا را نام برد. نوع پیوند می‌تواند قند تشکیل شدهٔ متفاوتی را ایجاد کند.